# Alois Schornböck
Alois Schornböck (* 29. Mai 1863 in Hernals bei Wien; † 9. August 1926 in St. Christophen) war ein österreichischer Maler.

## Ausbildung
Schornböck war der Sohn eine Militär-Rechnungsrats. Er besuchte zuerst die Unterrealschule. Von 1879 bis 1884 studierte er Malerei an der Akademie der bildenden Künste Wien bei Christian Griepenkerl. Am 24. Oktober 1884 schrieb er sich für die Antikenklasse an der Akademie in München bei Ludwig von Löfftz ein, wo er seine Studien bis 1891 fortsetzte. Nach einer Italienreise kehrte er 1892 nach Wien zurück.

## Werke und Ausstellungen

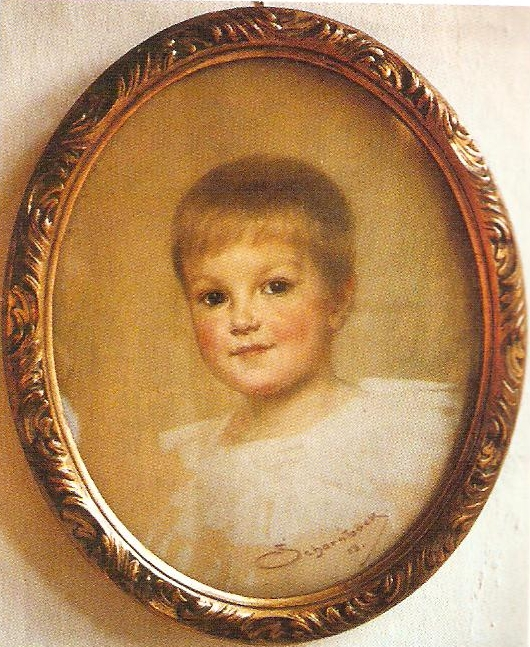
Gertrud von Österreich-Toskana im Alter von drei Jahren

Schornböck malte hauptsächlich Porträts. Seine Auftraggeber waren meist Adelige sowie Mitglieder des Kaiserhauses.
Schon 1892 nahm er regelmäßig an der Jahresausstellung der Genossenschaft der bildenden Künstler Wiens, dem Künstlerhaus Wien, teil. 1902 und 1907 versuchte er vergebens, Mitglied der Künstlergenossenschaft zu werden. 1917 erhielt er den Titel Professor.
In den letzten Jahren der Monarchie gehörte er zu den begehrtesten Porträtmalern in Wien.
Werke
- 1892–1894: Freiherrliche Familie Danckelman
- 1894: Baron und Baronin Weiß v. Horstenstein
- 1894: Gräfin Teleki von Szék
- 1896: Gräfin Palffy von Erdöd-Wilczek
- 1897: Gräfin Zichy
- 1897: Gräfin Andrássy-Esterházy von Galánta
- 1899: Erzherzog Maximilian[2]
- 1903: Gertrud von Österreich-Toskana[3]
- 1909: Altgraf Niklas zu Salm-Reifferscheidt-Raitz (1904–1970)